# Митропа куп 1939.
Митропа куп 1939. је било 13. издање клупског фудбалског такмичења Митропа купа.
Такмичење је трајало од 17. јуна до 30. јула 1939. године.  Ујпешт је у финалном двомечу био успешнији од  Ференцвароша и освојио други трофеј Митропа купа. 

## Резултати

### Четвртфинале
| Меч | Клуб           | Држава                | укупан рез. | Држава            | Клуб         | 1. утак. | 2. утак. | Плеј-оф |
| --- | -------------- | --------------------- | ----------- | ----------------- | ------------ | -------- | -------- | ------- |
| 1   | Венус Букурешт | Краљевина Румунија    | 1:5         | Краљевина Италија | Болоња       | 1:0      | 0:5      |         |
| 2   | Ференцварош    | Мађарска              | 4:3         | Чехословачка      | Спарта Праг  | 2:3      | 2:0      |         |
| 3   | БСК            | Краљевина Југославија | 4:2         | Чехословачка      | Славија Праг | 3:0      | 1:2      |         |
| 4   | Интер Милано   | Краљевина Италија     | 2:4         | Мађарска          | Ујпешт       | 2:1      | 0:3      |         |

### Полуфинале
| Меч | Клуб   | Држава                | укупан рез. | Држава   | Клуб        | 1. утак. | 2. утак. | Плеј-оф |
| --- | ------ | --------------------- | ----------- | -------- | ----------- | -------- | -------- | ------- |
| 1   | Болоња | Краљевина Италија     | 4:5         | Мађарска | Ференцварош | 3:1      | 1:4      |         |
| 2   | БСК    | Краљевина Југославија | 5:9         | Мађарска | Ујпешт      | 4:2      | 1:7      |         |

### Финале
| Меч | Клуб   | Држава   | укупан рез. | Држава   | Клуб        | 1. утак. | 2. утак. |
| --- | ------ | -------- | ----------- | -------- | ----------- | -------- | -------- |
| 1   | Ујпешт | Мађарска | 6:3         | Мађарска | Ференцварош | 4:1      | 2:2      |

| Освајач Митропа купа 1939. |
| -------------------------- |
| Ујпешт 2. Титула           |